# Bodenbrüter

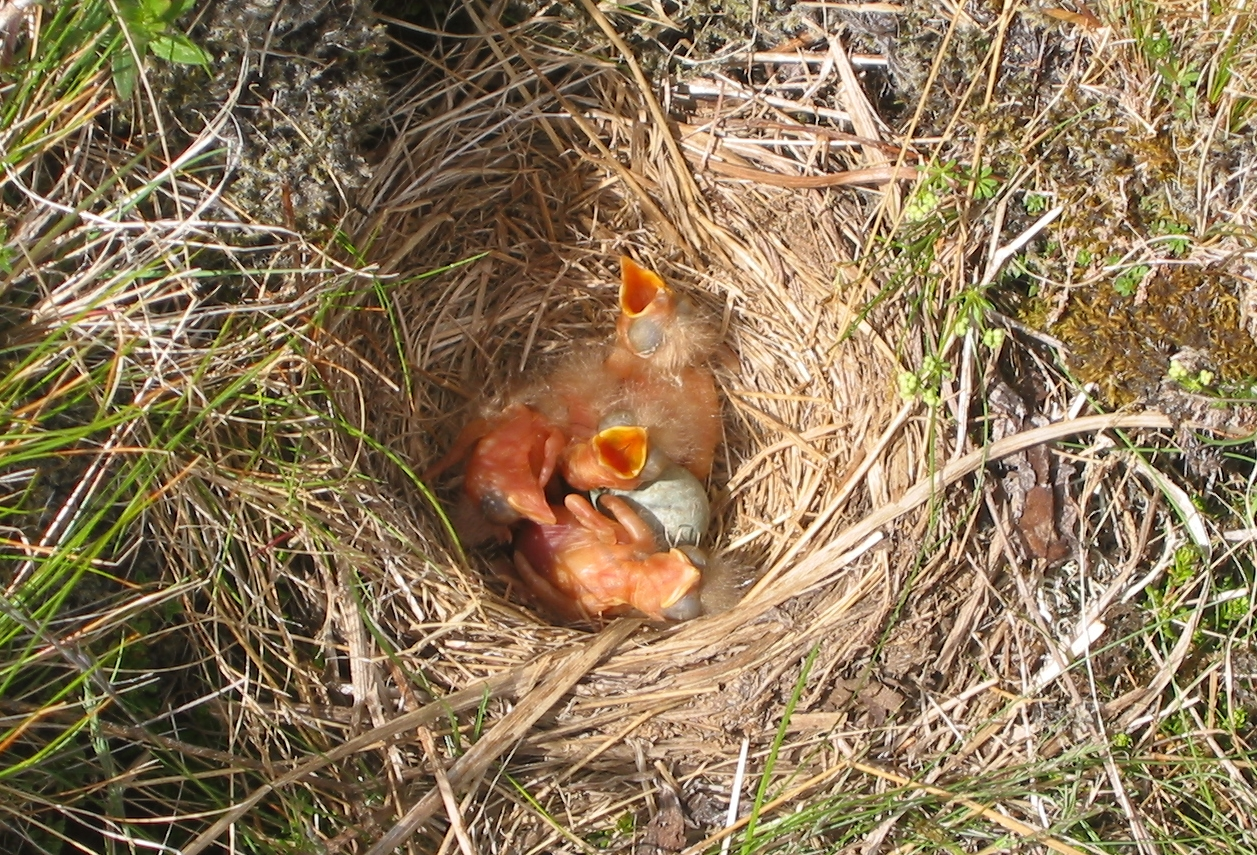
Bodennest der Rotdrossel (Turdus iliacus) mit Jungvögeln und Ei.

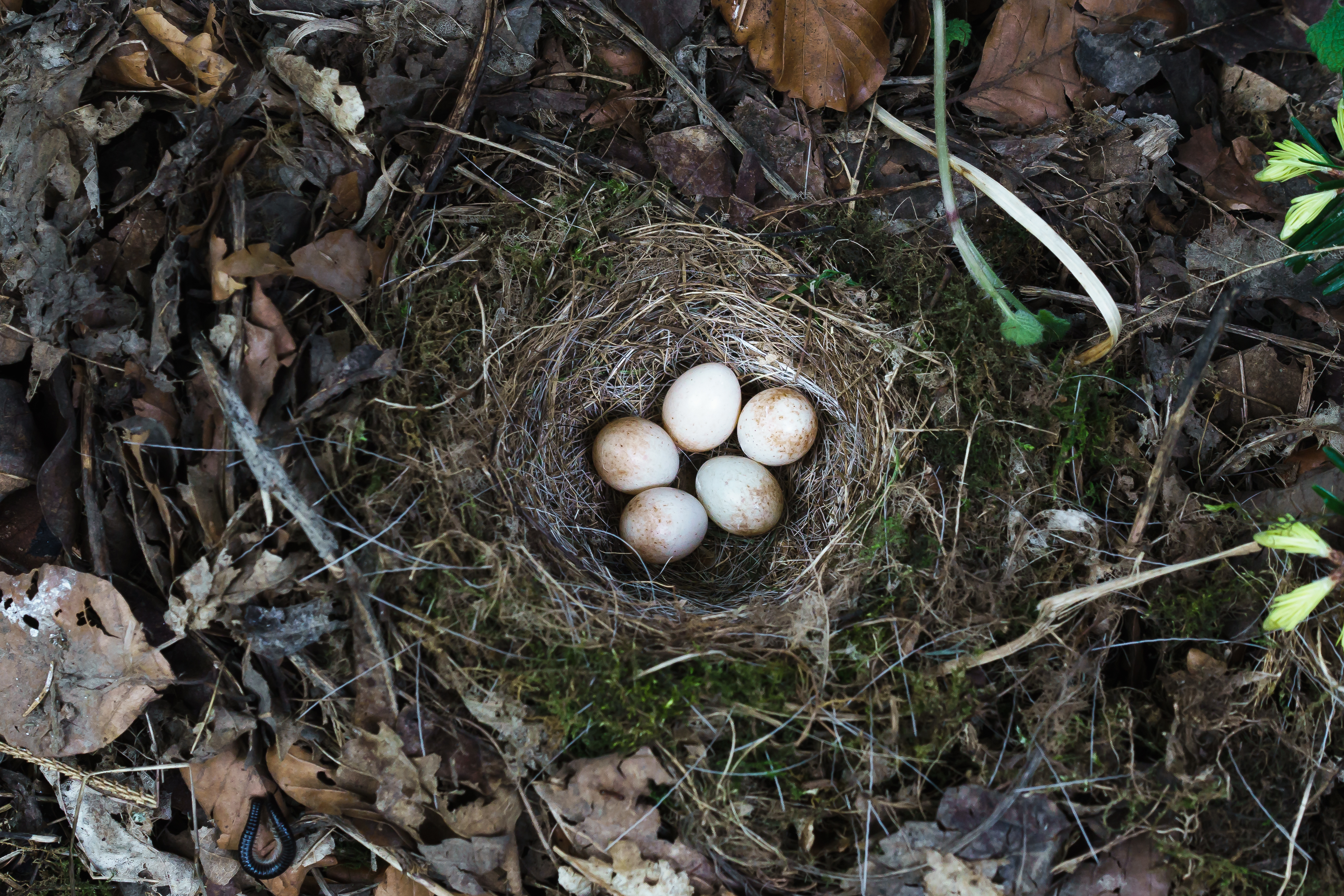
Nest eines Rotkehlchen

Als Bodenbrüter werden in der Ornithologie Vogelarten bezeichnet, die ihre Nester am Erdboden anlegen. Die Nester vieler bodenbrütenden Arten sind meist sehr versteckt platziert. Dazu weisen die Eier häufig eine Tarnfärbung auf.
Bodenbrüter stellen keine systematische Einheit (Taxon) dar, sie sind in vielen systematisch nicht näher miteinander verwandten Vogeltaxa zu finden. Hierzu zählen zahlreiche Hühnervögel, viele Limikolen, unter den Singvögeln etwa die Lerchen und unter den Greifvögeln beispielsweise die Weihen sowie sehr viele Wasservögel, ebenfalls kein Taxon.

## Bedrohung durch den Menschen
Bodenbrüter wurden und werden massiv durch die intensive maschinelle Landwirtschaft verdrängt. Störungen der Bodenbruten erfolgen auch durch Spaziergänger, freilaufende Hunde und Vogelbeobachter. Allerdings scheint die Holzwirtschaft mit Rodung und Monokulturen gegenüber einem naturbelassenen Wald ganz wesentlich die Bruterfolge zu mindern, während auch großflächiger Windbruch erheblich weniger Einfluss hat. Untersuchungen in Deutschland weisen auf einen Rückgang der Bodenbrüter von 1990 bis 2018 hin.